# Технецијум
Технецијум (Tc, лат. technetium) један је од два елемента којима су сви изотопи радиоактивни, а да има атомски број мањи од олова, други је прометијум. Скоро да није заступљен у земљиној кори. Углавном се добија вештачки у процесу разбијања једра уранијума или бомбардовањем лаким језгрима изотопа ниобијума или молибдена. Природни технецијум настаје као спонтани фисијски производ у рудама уранијума или производ неутронског захвата у рудама молибдена. Хемијске особине овог сребрнасто-сивог, кристалног прелазног метала су негде између особина ренијума и мангана.
Открили су га 1937. године Емилио Ђино Сегре и Карло Перијер. Име елемента потиче од грчке речи τεχνητoς (technetos - вештачки). Многе особине технецијума предвидео је Дмитриј Иванович Мендељејев давно пре него што је овај елемент откривен. Мендељејев је запазио значајну празнину у свом периодном систему, те је тада неоткривеном елементу дао привремено име ека-манган (Ем). Године 1937. технецијум (тачније његов изотоп 97Tc) постао је први у потпуности вештачки произведен хемијски елемент, па је тако и добио своје име (из грчког τεχνητός што значи „вештачки” + суфикс -ијум).
Његов краткоживећи нуклеарни изомер технецијум-99 m који емитује гама зрачење, а користи се у нуклеарној медицини за разне дијагностичке тестове. Технецијум-99 се користи као извор бета честица где је потребан њихов извор без гама зрачења. Дугоживећи изотопи технецијума се комерцијално добијају као нуспроизводи фисије изотопа уранијума-235 у нуклеарним реакторима, те се издваја из шипки нуклеарног горива. Пошто ниједан изотоп технецијума нема време полураспада дуже од 4,2 милиона година (технецијум-98), откриће технецијума 1952. у звездама црвеним дивовима, које су старе више милијарди година, послужило је као доказ да звезде нуклеосинтезом могу производити и теже елементе.

## Историја

### Трагање пре проналаска
Од 1860-их до 1871, руски научник Мендељејев је сачинио прве варијанте периодног система елемената, а које су садржавале празнину између елемената молибдена (редни број 42.) и рутенијума (44). Мендељејев је 1871. предвидео да ће овај недостајући елемент заузети празно мјесто испод мангана и имати хемијске особине сличне њему. Дао му је привремено име ека-манган (од ека-, санскртска реч за број један), јер би претпостављени елемент био једно место испод, тада познатог, елемента мангана.

### Погрешна идентификација
Већ на самом почетку су многи истраживачи желели да открију и именују недостајући елемент; његово место у периодном систему је говорило да би требало бити лакше пронаћи њега него остале неоткривене елементе. Најпре се веровало да је пронађен у руди платине 1828. Дато му је име полинијум, али се испоставило да је то био нечисти иридијум. Затим се тврдило 1846. године да је откривен елемент илменијум, али се радило о нечистом ниобијуму. Иста грешка је поновљена 1847. са 'открићем' пелопијума.
Руски хемичар Серге Керн је 1877. објавио откриће недостајућег елемента у руди платине. Керн је дао новом елементу име давијум по познатом енглеском хемичару Хемфрију Дејвију, али се показало да се радило о мешавини иридијума, родијума и гвожђа. Уследио је још један кандидат 1896. године, луцијум, за који се испоставило да је у ствари итријум. Затим је 1908. године јапански хемичар Масатака Огава помислио да је нашао доказ за присуство елемента 43 у минералу торијаниту. Огава је том елементу дао име нипонијум, по јапанском називу за Јапан (Нипон). Каснијом анализом је утврђено присуство ренијума (елемента 75), а не елемента 43.
| Година | Проналазач     | Предложено име | Стварна супстанца                               |
| ------ | -------------- | -------------- | ----------------------------------------------- |
| 1828   | Готфрид Осан   | полинијум      | иридијум                                        |
| 1846   | Р. Херман      | илменијум      | легура ниобијум-тантал                          |
| 1847   | Хајнрих Розе   | пелопијум      | legura niobiјум-tantal                          |
| 1877   | Серге Керн     | давијум        | легура иридијум-родијум-жељезо                  |
| 1896   | Проспер Бариет | луцијум        | итријум                                         |
| 1908   | Масатака Огава | нипонијум      | ренијум, који је тада био познат као дви-манган |

### Непотврђена открића
Немачки хемичари Волтер Нодак, Ото Берг и Ида Таке објавили су 1925. откриће елемента 75 и елемента 43, када су елементу 43 дали име масуријум (према регији Масурији у источној Пруској, данашња Пољска, одакле је било порекло породице Нодак. Ова група научника бомбардовала је фероколумбит снопом електрона, те су закључили да је елемент 43 био присутан у узорку на основу дифракцијских спектрограма x-зрака. Таласне дужине добијених x-зрака одговарају атомским бројевима елемената према формули коју је 1913. извео Хенри Мозли. Научници су тврдили да су открили врло слаб сигнал x-зрака на таласној дужини која би одговарала елементу 43. Међутим, каснији експерименти нису успели да понове ово откриће, па је оно током следећих година проглашено грешком. Поновно, 1933. године серија чланака о открићу нових елемената дала је несуђени назив масуријум елементу 43. О чињеници да ли је овај тим научника 1925. заиста открио технецијум и данас се воде полемике.

### Званично откриће
Откриће елемента 43 коначно је потврђено у децембру 1936. експериментом који су на Универзитету у Палерму на Сицилији обавили Карло Периер i Емилио Сегре. Средином 1936. Сегре је посетио САД, најпре Универзитет Колумбија у Њујорку, а затим и Националну лабораторију Лоренс Беркли при Универзитету Беркли у Калифорнији. Тамо је наговорио изумитеља циклотрона Ернеста Лоренса да му уступи неке демонтиране делове циклотрона који су постали радиоактивни. Лоренс му је поштом послао фолију од молибдена, која је била део дефлектора циклотрона.
Сегре је замолио свог колегу Периера да помоћу компаративне хемије покушају да докажу да је активност молибдена узрокована елементом са атомским бројем 43. Успели су да изолују изотопе технецијума-95 m и Tc-97. Званичници универзитета у Палерму тражили су од њих да нови елемент назову панормијум, према латинском називу града Палермо, Panormus. Године 1947. елемент 43 је званично назван према грчкој речи τεχνητός са значењем „вештачки”, пошто је то био први елемент који је вештачки произведен. Сегре се касније вратио на Беркли и тамо упознао Глен Т. Сиборга. Заједно су изоловали метастабилни изотоп технецијум-99 m, који се данас користи у око десетак милиона медицинских дијагностичких процедура сваке године.
Године 1952. астроном Пол В. Верил у Калифорнији уочио је спектрални „потпис” технецијума (тачније таласне дужине од 403,1 nm; 423,8 nm; 426,2 nm и 429,7 nm) у светлосном спектру који долази са звезде С-типа црвеног дива. Звезде које су близу краја свог „животног циклуса”, врло су богате с овим краткоживућим елементом, што указује да се технецијум производи унутар звезде путем нуклеарних реакција. Ова чињеница доказала је претпоставку да су тежи елементи производи нуклеосинтезе унутар звезда. Недавно, слична посматрања су доказала да се елементи формирају неутронским захватом током с-процеса.
Од открића технецијума, обављена су многа истраживања на земаљским материјалима у потрази за његовим природним изворима. Године 1962, технецијум-99 m је издвојен и идентифициран у руди ураниниту из белгијског Конга, али у изузетно малим количинама (око 0,2 ng/kg). Сматра се да је тај технецијум производ спонтане фисије уранијума-238. Природни фисијски нуклеарни реактор Окло садржи доказе да је тамо произведена значајна количина технецијума-99, али и да се он распао на рутенијум-99.

## Особине

### Физичке
Технецијум је сребрено-сиви радиоактивни метал који је изгледом доста сличан платини, а најчешће се добија у виду сивог праха. Кристална структура метала у чистом стању је хексагонална густо-пакована. Атомски технецијум има карактеристичне емисијске линије спектра при таласним дужинама светлости: 363,3 nm; 403,1 nm; 426,2 nm; 429,7 nm и 485,3 nm.
Метални облик је незнатно парамагнетичан, што значи да се његови магнетни диполи поравнавају са спољашњим магнетним пољем, али ће се вратити у првобитни насумични положај чим се деловање магнетног поља уклони. Чисти, метални, монокристални технецијум при температурама испод 7,46 К постаје суперпроводник типа II. Испод ове температуре, технецијум има изузетно велику дубину магнетног продирања (пенетрације), већу од било којег другог елемента, изузев ниобијума.

### Хемијске
Технецијум је смештен у 7. групу периодног система елемената, између елемената ренијума и мангана. Као што је то било и предвиђено Мендељејевљевим „периодним законом”, његове хемијске особине су приближно између ова два елемента. У том погледу, технецијум је нешто више сличан ренијуму него мангану, нарочито због његове хемијске инертности и тенденције да гради ковалентне везе. За разлику од мангана, технецијум лако не гради катјоне (јоне са нето позитивним набојем).
Технецијум исказује девет оксидационих стања од -1 до +7, међу којима су +4, +5 и +7 најчешћа. Он се раствара у царској води, азотној киселини и концентрираној сумпорној киселини, али се не раствара у хлороводоничној при било којој концентрацији. Овај метал може да катализује разлагање хидразина азотном киселином, а ова особина је последица његове вишеструке валенце. То представља проблем при издвајању плутонијума од уранијума у обради нуклеарног горива, где се хидразин користи као заштитни редуктант (донор електрона) за задржавање плутонијума тривалентним уместо нешто стабилнијим четворовалентним. Проблем погоршава међусобно појачана екстракција растварачима технецијума и цирконијума у претходној фази, па је неопходна измена у процесу.

### Изотопи
Технецијум, са атомским бројем (Z) 43, најлакши је елемент у периодном систему елемената који има све изотопе радиоактивне. Други најлакши у потпуности радиоактивни елемент, прометијум, има атомски број 61. Атомска језгра са непарним бројем протона су мање стабилна од оних са парним бројем, чак и када је укупни број нуклеона (протона и неутрона) паран, и стога елементи са непарним Z имају мањи број стабилних изотопа.
Најстабилнији радиоактивни изотопи су технецијум-98 са временом полураспада од 4,2 милиона година, затим технецијум-97 чије време полураспада износи 2,6 милиона година и технецијум-99 чија половина количине се распадне за 211 хиљада година. Познато је још око 30 других радиоактивних изотопа чији масени бројеви се крећу између 85 и 118. Већина их има времена полураспада краћа од једног сата, уз изузетке технецијума-93 (време полураспада 2,73 сата), технецијума-94 (4,88 сата), технецијума-95 (20 сати) и технецијума-96 (4,3 дана). Главни начин распада изотопа лакших од 98Tc јесте електронски захват, чиме настаје неки од изотопа молибдена (Z = 42). За технецијум-98 и теже изотопе основни начин распада је бета-емисија (емисија електрона или позитрона), дајући рутенијум (Z = 44) са изузетком технецијума-100 који се може распадати двојако (бета-емисијом и електронским захватом).
Технецијум има бројне нуклеарне изомере, тј. изотопе са једним или више побуђених нуклеона. На пример, технецијум-97-м (где је м скраћеница од метастабилни) најстабилнији је такав изомер чије време полураспада износи 91 дан (0,0965 MeV). За њим следе технецијум-95 m (време полураспада 61 дан; 0,03 MeV) и технецијум-99 m (6,01 сат, 0,142 MeV). Карактеристично за технецијум-99 m је да он емитује само гама зраке и распада се на технецијум-99. технецијум-99 (99Tc) је главни производ фисије уранијума-235 (235U), што га чини најчешћим изотопом технецијума који се најлакше добија. Један грам технецијума-99 даје 6,2×108 распада у секунди (тј. 0,62 GBq/g).

## Распрострањеност

### У свемиру
Амерички астроном Пол Вилард Мерил је 1952. помоћу спектроскопске анализе звезда црвених дивова спектралних класа С, М и Н доказао да оне садрже велике количине технецијума. Иако су ове звезде при крају свог животног циклуса и веома су старе, а најдуже време полураспада изотопа технецијума износи краће од 4 милиона година, ово је био први недвосмислени доказ да технецијум и други тешки елементи настају нуклеарном фузијом у унутрашњости звезда. Код звезда главног низа као што је Сунце, температура у њиховој унутрашњости није довољно висока да би се одвијала синтеза елемената тежих од жељеза. Стога су услови, попут оних који владају у унутрашњости црвених дивова, недовољни за синтезу технецијума у мањим звездама.

### На Земљи
Откада је откривено постојање елемента са редним бројем 43, почела је потрага за његовим природним изворима на Земљи. Тек 1961. научницима је успело да издвоје око 1 ng технецијума из 5,3 kg руде уранијума (тзв. пехбленде) пореклом из Катанге у Африци те да га спектрографски докажу. Спонтаним распадањем језгра изотопа 238 настаје елемент 43, приближно из 1 kg чистог уранијума настане само 1 ng технецијума.
{\displaystyle \mathrm {^{238}_{\ 92}U\ {\xrightarrow {sf}}\ _{\ 53}^{137}I+_{39}^{99}Y+2\,_{0}^{1}n} }
{\displaystyle \mathrm {^{99}_{39}Y\ {\xrightarrow[{1{,}47\,s}]{\beta ^{-}}}\ _{40}^{99}Zr\ {\xrightarrow[{2{,}1\,s}]{\beta ^{-}}}\ _{41}^{99}Nb\ {\xrightarrow[{15{,}0\,s}]{\beta ^{-}}}\ _{42}^{99}Mo\ {\xrightarrow[{65{,}94\,h}]{\beta ^{-}}}\ _{43}^{99}Tc\ {\xrightarrow[{211100\,a}]{\beta ^{-}}}\ _{44}^{99}Ru} }
Сав технецијум који природно настаје на Земљи је привремени међупроизвод нуклеарног распада тежих атомских језгара, а након одређеног времена и сам се распада на друге елементе. Због тога количина овог елемента на Земљи не може се поредити са другим стабилним елементима. Свеукупни удео технецијума у Земљиној кори само је незнатно виши од удела францијума и астата, такође два ретка радиоактивна хемијска елемента, којих има на Земљи у микрограмским размерама. У биосфери технецијум се јавља искључиво као резултат људских активности. При надземним тестовима нуклеарног оружја до 1994. у атмосферу је доспело око 250 kg технецијума, те још додатних 1.600 kg, који је испуштен до 1986. из нуклеарних реактора и постројења за прераду нуклеарног отпада. Само из британског постројења Селафилд у периоду од 1995. до 1999. испуштено је око 900 kg овог метала у Ирско море, а од 2000. законски је ограничено испуштање технецијума на 140 kg годишње.
У живим организмима технецијум се може наћи само у изузетним случајевима, на пример у јастозима из загађеног Ирског мора. У људском организму он се по правилу не налази, осим код пацијената који су били подвргнути нуклеарним медицинским испитивањима на бази технецијума.